# 莫什科沃 (新西伯利亚州)
莫什科沃（羅馬化：Moshkovo）是俄罗斯新西伯利亚州的工人村（市级镇）、莫什科沃区行政中心，地处新西伯利亚州东部，位于鄂毕河流域斯科罗霍季哈河（Скороходиха）畔，在州府新西伯利亚东北方。R255公路（西伯利亚公路）从该镇西北侧经过。
该地2021年人口有9,391人；2010年人口10,224；2002年人口10,678；1989年人口9,571。